# (22639) Nickanthony
(22639) Nickanthony est un astéroïde de la ceinture principale d'astéroïdes.

## Description
(22639) Nickanthony est un astéroïde de la ceinture principale d'astéroïdes. Il fut découvert le 24 juin 1998 à Socorro (Nouveau-Mexique) par le projet LINEAR. Il présente une orbite caractérisée par un demi-grand axe de 2,22 UA, une excentricité de 0,15 et une inclinaison de 5,0° par rapport à l'écliptique.

## Compléments